# U. S. Steel Košice
U. S. Steel Košice, s.r.o., do prosince 2000 Východoslovenské železiarne (VSŽ), je největší slovenský podnik na výrobu a zpracování oceli. Tuto společnost vlastní americká společnost United States Steel Corporation prostřednictvím firmy U.S. Steel Global Holdings IB.V. se sídlem v Nizozemsku. 
Podnik je největším zaměstnavatelem ve východoslovenském regionu. 

## Lokalizace
Areál společnosti se nachází v katastru městské části Košic Košice-Šaca. Dopravně je spojen se zbytkem města tramvajovou rychlodrážní tratí.

## Historie
Rozhodnutí postavit Východoslovenské železárny (zkratka VSŽ) předcházely během 50. let plány na postavení Hutného kombinátu (zkratka HUKO).
Východoslovenské železárny, národní podnik, byly založeny státem 1. dubna 1959, výstavba kombinátu začala v roce 1960, první plech vyválcovaly v roce 1964, vysoká pec zahájila provoz v roce 1965, první ocel vytavili v roce 1965. Podnik byl podřízen Praze. V roce 1979 se uskutečnila generální oprava vysoké pece. VSŽ byly v 80. letech nejmodernější hutní kombinát v Československu. Vyráběl zejména plechy, ocelové pásy a měl také rozsáhlou strojírenskou výrobu.
V červenci roku 1989 byly Východoslovenské železárny transformovány na státní podnik. V listopadu 1990 byly Východoslovenské železárny přeměněny na akciovou společnost VSŽ, akciová společnost.

## Výroba a zásobování
Kapacita výroby je kolem 4,5 milionu tun oceli ročně. Vyrábí se hlavně ocel a plechy. Kromě napojení závodní vlečky na normálněrozchodnou síť Železnic Slovenskej republiky je přímo do areálu závodu přivedena širokorozchodná trať z Užhorodu, kterou sa dopravuje železná ruda z Ukrajiny. Suroviny potřebné ke zpracování železné rudy na ocel (koksovatelné černé uhlí) se dovážejí z Česka, vápence se těží ve Slovenském krasu.